# Redcliff (Simbabwe)
Redcliff, gelegentlich auch Redcliffe, ist die deutlich kleinere Nachbarstadt von Kwekwe in der Provinz Midlands in Simbabwe. Zusammen mit ihrem Umland stellt sie einen der Urbanen Distrikte Simbabwes mit 41.526 Einwohnern (2022) und einer Fläche von knapp 113 km².

## Geografie
Sie liegt etwa 1210 Meter über dem Meeresspiegel am Great Dyke und am Fluss Kwe Kwe. Der Urbane Distrikt ist in 9 Wards aufgeteilt.

## Wirtschaft
Es gibt in der Region große Vorkommen an Eisenerz und Kalkstein. Die Stahlindustrie ist einer der wichtigsten Wirtschaftszweige der Stadt. ZISCO (Zimbabwe Iron and Steel Company), neben BIMCO (Buchwa Iron Mining Company) einer der ehemals größten Arbeitgeber der Stadt, der zu seinen Spitzenzeiten bis zu einer Million Tonnen Stahl pro Jahr produzierte und hier die größten integrierte Stahlwerke Afrikas betrieb, ist bereits seit Jahren nicht mehr in der Lage seine ehemals bis zu 8000 Angestellten zu beschäftigen (2016). Die Stahlproduktion fiel von 450.000 t im Jahr 2000 auf 271.812 t im Jahr 2002. Es gab mehrere Versuch über China und andere Investoren die Produktion wieder in den Griff zu bekommen. Zuletzt, im Jahr 2023, wurde geplant im ersten Quartal 2024 wieder mit dem Erzabbau zu beginnen.
Weitere wichtige Wirtschaftszweige neben der Eisenverarbeitung sind der Goldabbau, Zementherstellung und die Fleischproduktion.

## Infrastruktur
Genau wie Kwekwe ist auch Redcliff an der Straße und der Eisenbahnstrecke von Bulawayo nach Harare angebunden. Die Stadt verfügt über 125 km Straße, von denen 87 geteert sind. Im Westen gibt es eine geteerte Start- und Landebahn. Es gibt 5 Grund- und 3 weiterführende Schulen sowie eine Privatschule. Eine weitere Bildungsstätte ist ZISCO, das auch in den Zeiten, in denen kein Stahl produzierte, jedes Jahr 300 Menschen in unterschiedlichen Berufen ausbildete. Die medizinische Versorgung wird über 5 Ambulanzen gestellt, von denen 3 einen 24 Stunden Servic anbieten.
Die Wasser Ver- und Entsorgung von Redcliff läuft über Kwekwe, das eine Trink- und eine Abwasseraufbereitungsanlagen hat. Das Trinkwasser gilt als das beste das Landes. Die Versorgung funktioniert rund um die Uhr. Das Trinkwassernetz der Stadt hat eine Länge von 69 km, das Abwassernetz von 88,5.

## Bevölkerung
Bevölkerungsentwicklung
| Jahr          | Einwohner |
| ------------- | --------- |
| 1982 (Zensus) | 22.109    |
| 1992 (Zensus) | 29.959    |
| 2002 (Zensus) | 32.417    |
| 2012 (Zensus) | 35.904    |
| 2022 (Zensus) | 41.526    |